# Motines de la chicha

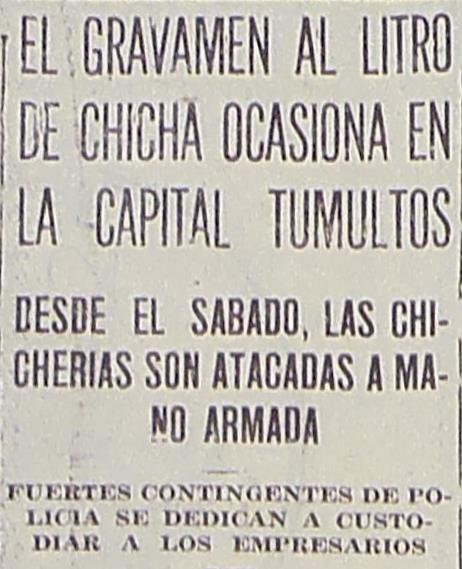
Los periódicos de la ciudad registraron las acciones de multitud contra las chicherias

Los motines de la chicha fueron una series de acciones colectivas espontáneas llevadas a cabo por los consumidores contra los fabricantes debido el incremento en el precio de la chicha. Estos hechos ocurrieron entre el 6 y 9 de julio de 1929 en Bogotá.

## Las chicherías y la Ley 88 de 1928
En 1929 entró en vigencia el artículo 14 de la ley 88 de 1928, que gravaba con centavo y medio el litro de guarapo y chicha, un incremento considerable si se tiene en cuenta que desde 1923 el impuesto era de un centavo. La medida fue acatada por los expendedores, pero en algunos casos el incremento pareció ser excesivo a los ojos de los consumidores:

(…)Los propietarios de los establecimientos de chicherías, al notificarse del alza de un centavo impuesto por la ley, se propusieron darle cumplimiento, pero de un modo arbitrario, según parece, pues en vez de elevar en un centavo el litro de licor nacional, los propietarios de chicherías cobran hasta quince centavos por botella de esa bebida.

## Desarrollo de los motines
Los motines se iniciaron el 6 de julio de 1929, cuando una multitud constituida por trescientos consumidores de chicha, armados de piedras y palos, intentaron destruir la chichería “El Triunfo” que había incrementado sus precios. La acción finalizó cuando la policía hizo presencia, evitando la destrucción de la propiedad y capturando a los líderes del amotinamiento.
Este motín marcó la acción para el siguiente, ya que varias chicherías fueron atacadas por la multitud. El Diario Nacional registró el itinerario de los amotinamientos del 9 de julio de 1929, así:

En la tarde del domingo fueron atacadas las chicherías denominadas “La Hormiga Roja”, de propiedad del señor Jacobo Ospina, situada en la carrera 17; “La Nueva Reforma”, situada en la misma carrera y de la cual es propietaria la señora Sixta Ramos; “La Mejicana”, situada en el barrio Las Cruces.

Las acciones de los amotinados también no sólo se enfocaron contra la destrucción de los establecimientos, también atacaron los contenedores de chicha, en un acto en contra de los expendedores como únicos responsables del alza de los precios, así lo registra el diario El Espectador: 

los obreros se dirigieron a la chichería «La Hormiga Roja», situada en la carrera 17, número 136, de propiedad del señor Pedro Jacobo Ospina. Allí, antes de que llegara la policía, se lanzaron furiosos contra el establecimiento, destruyendo en pocos minutos a piedra cuatro puertas que dan acceso al interior. Cuando ya se preparaban los obreros a penetrar al establecimiento y destruir las pipas y demás enceres, llegó un piquete de policía que evitó la completa destrucción del establecimiento

En los motines, la multitud buscó atacar directamente la propiedad y la producción de los expendedores de chicha, quienes habían incrementado el precio en un acto arbitrario, sin considerar el ingreso de sus consumidores. Así que, la multitud aplicó justicia por sí misma, evaluando la conducta económica de los comerciantes como incorrecta.
La multitud amotinada frente a las chicherías fue conformada por los consumidores habituales, tales como artesanos, trabajadores, carreteros y braceros, quienes con un jornal promedio diario de $0.93, gastaban $0.13 para comprar un litro de chicha al día, invirtiendo un 14% de sus ingresos en el consumo de la bebida, lo que demuestra la importancia de esta para las clases populares.

## Conclusiones
La principal motivación de los motines fue la evaluación negativa de una conducta económica realizada por los comerciantes, al realizar un incremento de precios que no correspondía al gravamen estipulado, lo que estimuló la acción de la multitud contra la propiedad y producción del expendedor, ya que amenazó el acceso a una bebida propia de la dieta básica de las clases populares.